# Hermandad de Jesús de la Promesa (Salamanca)
La Hermandad de N. P. Jesús de la Promesa es una cofradía penitencial salmantina fundada como filial de la Hermandad Dominicana del Stmo. Cristo de la Buena Muerte en 1948, y que actualmente se encuentra inactiva. La hermandad participó en los desfiles de la Semana Santa salmantina hasta 1974.

## Historia

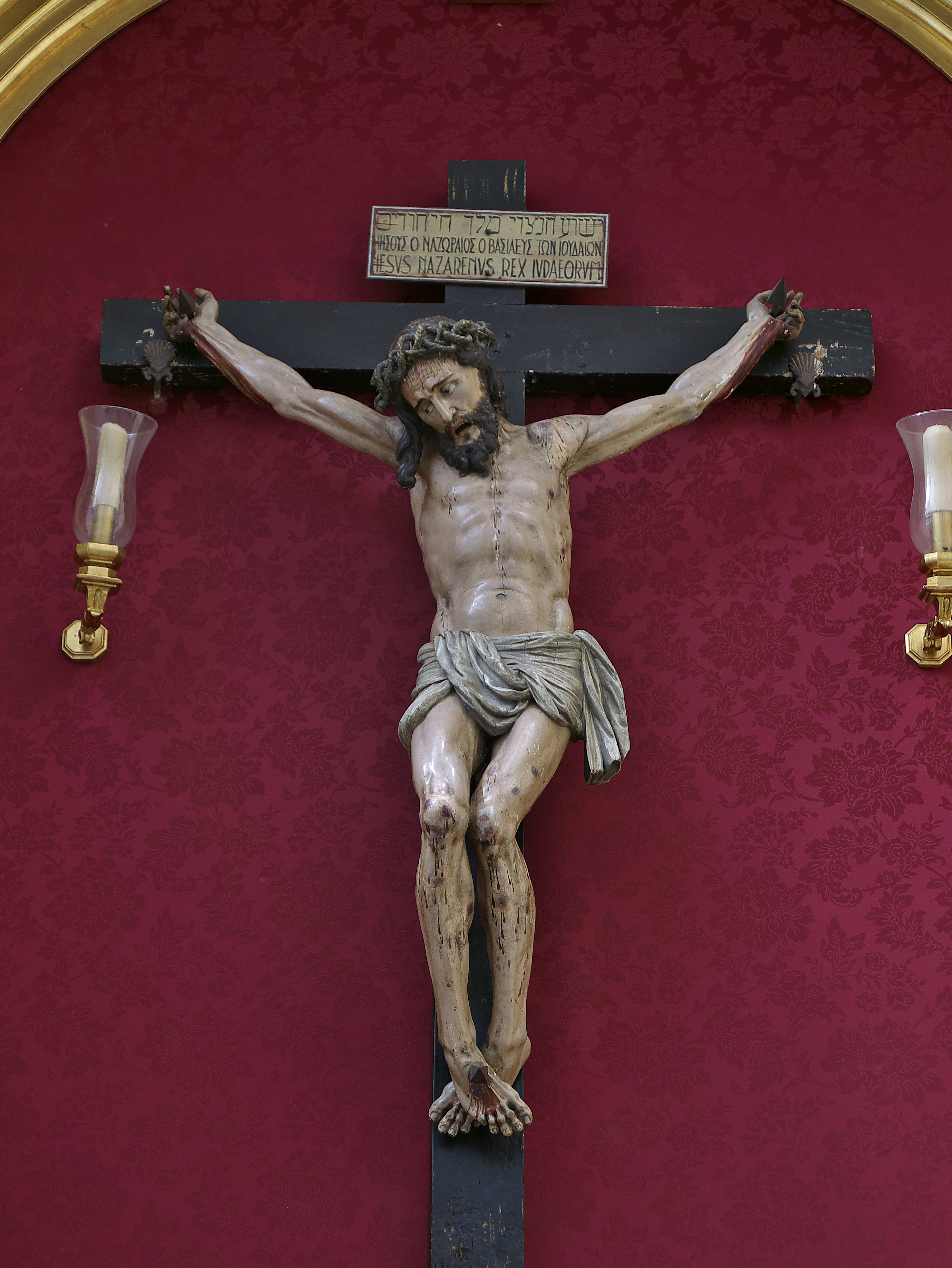
Imagen de Jesús de la Promesa en la sacristía de San Esteban.

Con la creación de la Junta Permanente de Semana Santa de Salamanca, en 1942, se reorganizaron los desfiles procesionales de la ciudad en torno a las Siete Palabras de Cristo en la Cruz. Para rellenar el hueco existente en el Lunes Santo, la Hermandad Dominicana realizó distintas gestiones para encontrar una imagen cristifera con la que procesionar en alusión a la segunda palabra: Yo te aseguro: hoy estarás conmigo en el Paraíso (Lucas, 23: 43).  En un primer intento recurrió a la parroquia del Carmen para obtener la cesión del Cristo de la Zarza, que no consiguió y con la que poco después se fundaría la Hermandad del Amparo. La segunda opción fue recurrir a la imagen de Cristo que se custodia en la sacristía de San Esteban, con la que salió en procesión bajo la advocación de Jesús de la Promesa.
En febrero de 1948 se aprobaron las Constituciones de la nueva hermandad, que contaban con un artículo único, en las que se establecía como filial de la Dominicana, siendo regida por la Junta de Gobierno de la hermandad matriz con los estatutos de aquella en todo lo que fuese de aplicación a la filial. Para poder salir a la calle en ese mismo año la Hermandad Dominicana concedió un préstamo de 1.129 pesetas, que junto con los ingresos por la confección de capuchones y donativos recibidos consiguieron la suma de un total de 4.995 pesetas con las que hacer frente a los gastos del desfile. La primera salida procesional se realizó el Lunes Santo de 1948 a las diez y media de la noche, con la imagen de N. P. Jesús de la Promesa restaurada por Damian Villar y Aristides Mateo.
La procesión se caracterizaba por la austeridad, saliendo los hermanos sin luces ni adornos, portando una sencilla cruz de madera blanca. En 1949 se aprobó que junto al crucificado desfilase un paso de la coronación de espinas, formado por un busto del Ecce Homo del Convento de San Esteban que los dominicos habían traído de sus misiones de China, un sayón colocando la corona de espinas, en realidad era la imagen de un santo del convento dominico, y un soldado romano cedido por la Seráfica Hermandad, proveniente del antiguo paso del Prendimiento de Ángel Cantos. Se intentó que desfilase también la imagen del Flagelado de Carmona, contando con el visto bueno de la Junta de Cofradías y de la Real Clerecia de San Marcos, pero se impidió por la negativa de los Padres Jesuitas, propietarios de la imagen. En su lugar desfiló la sección de la Flagelación de la Cofradía Vera Cruz con los pasos de Los Azotes y La Oración en el Huerto. Estos tres pasos unidos al crucificado de la Promesa y la imagen de Jesús de la Pasión de la Dominicana, formaron el desfile en el que se representaban los cinco misterios dolorosos del Rosario.
El recorrido fue variando con los años, llegando a cruzar el Tormes en 1950 y 1951 para desfilar por el Barrio del Arrabal y regresar al centro por el puente romano, pero ya sin las imágenes de la Vera Cruz. En 1955 se incluyó la Plaza Mayor en el itinerario como punto en el que se realizaba el acto central del rezo del Rosario, contando con los cinco pasos citados, precedidos de los estandartes de cada misterio cedidos por la Cofradía del Rosario. El mal estado en que se encontraba el paso de la Coronación, y la situación económica de la hermandad, en la que los esfuerzos se centraban en las mejoras y crecimiento de la joven hermandad matriz, hicieron que 1956 ya solo desfilasen los pasos de Jesús de la Pasión y el Cristo de la Promesa.
El número de cofrades que participaba en el desfile fue descendiendo poco a poco. Para remediarlo se adelantó la hora de salida a las ocho y media, pero no se solucionó el problema. En 1975 la hermandad envió una misiva a los hermanos informando de que si no se alcanzaba una cifra de 50 participantes, la procesión quedaría definitivamente suspendida. Al no llegarse a ese número, ese Lunes Santo no hubo salida penitencial. En un cabildo posterior se tomó la decisión de informar a la Junta de Cofradías de la suspensión sine die de la salida en procesión de la hermandad.
En 2016 la Hermandad Dominicana recuperó el culto público a la imagen de Jesús de la Promesa con la celebración de la meditación sobre las Cinco Llagas. El acto se celebra en la iglesia de San Esteban la noche del Lunes Santo. En 2019, coincidiendo con el 75 aniversario de la Hermandad Dominicana, la imagen de Jesús de la Promesa presidió él Vía Crucis de la Junta de Cofradías, reavivando la idea de que la Hermandad pueda recuperar su actividad. La imagen de un hermano vistiendo el hábito de la Hermandad de la Promesa en el desfile de la Hermandad Dominicana protagonizó el cartel de la Semana Santa de Salamanca en 2024.

## Imagen titular
La imagen de N. P. Jesús de la Promesa es un crucificado anónimo del siglo XVII que preside la sacristía del Convento de San Esteban. Destaca su gesto de dolor con la boca desencajada y la corona de espinas tallada sobre la cabeza. La anatomía presenta un canon desproporcionado para buscar el efectismo conmovedor, con los pies cruzados sobre la cruz y el sudario retorcido sobre la cadera.

## Hábito
El hábito de los hermanos estaba formado por túnica y capirote blancos, con cíngulo de esparto. El capirote mostraba sobre el pecho el emblema consistente en una sencilla cruz negra.